# One Pop Reggae +
One Pop Reggae + – dwudziesty piąty album studyjny jamajskiej sekcji rytmicznej Sly & Robbie.
Płyta została wydana 28 września 2010 roku przez nowojorską wytwórnię Phase One Communications. Nagrania zostały zarejestrowane w studiach Channel One, Anchor, Grafton i One Pop w Kingston oraz Blue Blood w Tokio. Produkcją nagrań zajęli się Dunbar i Shakespeare, we współpracy z Orvillem "Rory" Bakerem.
W roku 2011 krążek został nominowany do nagrody Grammy w kategorii najlepszy album reggae. Była to szósta nominacja do tej statuetki w karierze muzyków.

## Lista utworów
1. "So Far Away"
2. "Shine On Jamaica" feat. Cherine Anderson
3. "Need You Now" feat. Unitzz
4. "Good Life" feat. Chuckle Berry
5. "When She Was My Girl" feat. Jimmy Riley
6. "Dirty Taxi"
7. "Hotel California" feat. Bunny Rugs, Scantana
8. "Ready To Go" feat. Courtney John
9. "Pretty Baby" feat. Scantana
10. "Forever" feat. T.O.K.
11. "Johnny B. Goode" feat. Chuckle Berry, Unitzz
12. "Never Give Up" feat. Leba Hibbert
13. "Heathen" feat. Lutan Fyah
14. "New York New York" feat. JJ Smooth
15. "Why Me" feat. Makedah
16. "Tracks Of My Tears" feat. Ken Bob
17. "Awa Dance" feat. Ina-P

## Muzycy
- Masahiro Inaba - gitara
- Mikey "Mao" Chung - gitara
- Radcliffe "Dougie" Bryan - gitara
- Bertram "Ranchie" McLean - gitara
- Masanori Takumi - gitara, keyboard
- Robbie Shakespeare - gitara basowa
- Sly Dunbar - perkusja
- Uziah "Sticky" Thompson - perkusja
- Christopher "Longman" Birch - keyboard
- Franklyn "Bubbler" Waul - keyboard
- Robert Lynn - keyboard
- Dean Fraser - saksofon
- Ronald "Nambo" Robinson - puzon